# Peperomia sabaletasana
Peperomia sabaletasana är en pepparväxtart som beskrevs av Truman George Yuncker. Peperomia sabaletasana ingår i släktet peperomior, och familjen pepparväxter. Inga underarter finns listade i Catalogue of Life.